# جائزة الولايات المتحدة الكبرى 2005
جائزة الولايات المتحدة الكبرى 2005 (بالإنجليزية: 2005 United States Grand Prix)‏ هو سباق فورمولا 1 أقيم في إنديانابوليس. كان التاسع من أصل 19 في بطولة العالم لسباقات الفورمولا واحد موسم 2005. حلّ الألماني مايكل شوماخر أولا بينما جاء البرازيلي روبنز باركيلو في المركز الثاني.